# Le Chambon, Ardèche

Le Chambon este o comună în departamentul Ardèche din sud-estul Franței. În 1 ianuarie 2022 avea o populație de 60 de locuitori.